# Ancoraimes
Ancoraimes ist eine Ortschaft im Departamento La Paz im Hochland des südamerikanischen Andenstaates Bolivien.

## Lage im Nahraum
Ancoraimes ist die zentrale Ortschaft des Municipio Ancoraimes in der Provinz Omasuyos und liegt auf einer Höhe von 3883 m im bolivianischen Hochland am nordöstlichen Ufer des Titicacasees.

## Geographie
Ancoraimes liegt auf dem bolivianischen Altiplano am Westrand der Cordillera Real, nur 40 Kilometer vom Ancohuma entfernt, dem dritthöchsten Berg Boliviens. Das Klima im Raum Ancoraimes leitet sich ab aus der Höhenlage auf dem Altiplano und der Nähe zur großen Wasserfläche des Titicacasees, der die Temperaturschwankungen abmildert. In diesem Tageszeitenklima fallen die Temperaturschwankungen im Tagesverlauf deutlicher aus als die mittleren jahreszeitlichen Schwankungen.
Die Jahresdurchschnittstemperatur liegt bei 11 °C (siehe Klimadiagramm Achacachi), wobei der Monatsdurchschnitt im kältesten Monat (Juli) mit 8 °C nur wenig von den wärmsten Monaten (November bis März) mit 12 °C abweicht. Das Klima ist arid von Juni bis August mit nur sporadischen Niederschlägen und humid in den Sommermonaten, vor allem von Dezember bis März, mit Monatsniederschlägen von teilweise mehr als 100 mm. Der Jahresniederschlag liegt bei etwa 600 mm.

## Verkehrsnetz
Ancoraimes liegt in einer Entfernung von 131 Straßenkilometern nordwestlich von La Paz, der Hauptstadt des gleichnamigen Departamentos.
Von La Paz führt die asphaltierte Nationalstraße Ruta 2 in nördlicher Richtung siebzig Kilometer bis Huarina, von dort führt die Ruta 16 weitere fünfzig Kilometer über Achacachi nach Ancoraimes und weiter nach Puerto Carabuco.

## Bevölkerung
Die Einwohnerzahl der Ortschaft ist in den vergangenen beiden Jahrzehnten nur geringfügig angestiegen:
| Jahr | Einwohner | Quelle       |
| ---- | --------- | ------------ |
| 1992 | 568       | Volkszählung |
| 2001 | 561       | Volkszählung |
| 2012 | 592       | Volkszählung |
| 2024 |           | Volkszählung |

Die Region weist einen hohen Anteil an Aymara-Bevölkerung auf, im Municipio Ancoraimes sprechen 98,8 Prozent der Bevölkerung Aymara.